# Het roze olifantje
Het roze olifantje is het 237ste stripverhaal van Jommeke. De reeks wordt getekend door striptekenaar Jef Nys. Het album verscheen op 6 maart 2007.

## Personages
In dit verhaal spelen de volgende personages mee:
- Jommeke, Flip, Filiberke, Annemieke, Rozemieke, Marie, Teofiel, Professor Gobelijn, Kwak en Boemel, Gravin van Stiepelteen, Odilon, en Fifi.

## Verhaal
Op een dag trekt Boemel het bos in om even tot rust te komen. Daar ziet hij een verdrietig roze olifantje. Hij neemt het roze olifantje mee om het samen met Kwak te verzorgen. Ze noemen het arm diertje Olli. Jommeke en Filiberke vinden zo een roze olifantje maar een raar verschijnsel maar toch helpen ze Kwak en Boemel het olifantje te verzorgen. Later krijgen ze het idee om verschillende circusnummers met het olifantje in de hoofdrol in te oefenen. Er is alleen nog maar een stijgend succes en grote vraag naar optredens.Intussen zijn de echte eigenaars van het roze olifantje erachter gekomen waar hun ontsnapt diertje uithangt. Ze besluiten om het diertje te ontvoeren bij Kwak en Boemel. De volgende dag merken Kwak en Boemel dit en verwittigen meteen Jommeke en zijn vrienden.Ze gaan samen direct op zoek. Ze vinden niets tot ze een bloemenspoor tegenkomen. Dankzij het bloemenspoor, dat het slim olifantje had gelegd, zijn de ontvoerders snel opgespoord.Ze gaan richting een eilandje in de buurt van Madagaskar. Zonder veel hindernissen kunnen de dieven ingerekend worden. Tot slot wordt het eilandje omgedoopt tot een natuurpark OLLILAND. Ze laten het diertje achter op het eiland want daar waren nog zo'n verschillende olifanten.
Tot slot besluiten Kwak en Boemel om terug in hun ondergronds hol te gaan wonen en is alles terug bij het oude.